# CEDUP Renato Ramos da Silva
O Centro de Educação Profissional Renato Ramos da Silva  é uma instituição de ensino médio e técnico pública estadual brasileira, com sede em Lages, em Santa Catarina.

## A instituição
Bastante conhecida pela qualidade de seus cursos e de seus professores, era chamado antes de Centro Interescolar de Segundo Grau (CIS), tendo seu nome alterado no ano 2000. Possui laboratórios e salas de aula que eram mantidas pela Cooperativa dos alunos (Coopercis) que pagavam uma taxa mensal para que houvesse essa manutenção, porém esta foi fechada no fim do ano de 2007. No final de 2008, para suprir a falta da cooperativa, criou-se uma Associação de Pais e Alunos (APP) que substituiu a extinta cooperativa.

## Ensino
A instituição oferece ensino médio regular, ensino médio integrado a curso técnico, curso técnico regular e especialização técnica.